# Isabel Pires
Isabel Cristina Rua Pires (21 de junho de 1990) é uma política portuguesa. É deputada à Assembleia da República na XV legislatura pelo Bloco de Esquerda, tendo sido também deputada na XIV legislatura. Possui Mestrado em Ciência Política. Entre fevereiro e agosto de 2023, foi deputada na Assembleia da República, em regime de substituição do deputado José Soeiro. Em maio de 2023, Catarina Martins não se candidatou a novo mandato como coordenadora do BE e concretizou o pedido de renúncia ao mandato parlamentar em setembro de 2023, pelo que Isabel Pires assumiu o mandato de deputada na XV legislatura.